# Campeonato Catarinense de Futebol de 2000
O Campeonato Catarinense de Futebol de 2000 foi a 75ª edição do principal torneio de futebol de Santa Catarina e foi a última edição do torneio do Século XX, sendo vencida pelo Joinville.

## Primeira Divisão

### Fórmula de Disputa
Os 12 participantes jogaram em grupo único, onde disputaram 2 turnos todos contra todos. O turno conteve as partidas de ida e o returno as de volta, sendo que, ao começar o returno, os pontos foram zerados. Os vencedores de cada turno (os que somaram mais pontos em cada um) foram classificados para as semifinais e as duas com a maior pontuação no campeonato inteiro (turno+returno) uniram-se a eles. Nessa fase, os 4 clubes jogaram em 2 jogos. As equipes vencedoras dos confrontos (às que mais pontuaram nesses) disputam uma final de dois jogos e a maior pontuadora dessas foi declarada Campeã Catarinense de 2000. Caso o campeão do turno tenha sido o mesmo do Returno, este classificou-se diretamente para a final do campeonato, as duas equipes com a maior pontuação jogaram a semifinal e a vencedora dessas enfrentou o campeão dos turnos na final.
Nas fases eliminatórias, venceu o clube que somou mais pontos, independente do saldo de gols, caso houvesse empate, zerar-se-ia o placar e realizar-se-ia uma prorrogação de 30 minutos, se o empate persistisse, o clube com a melhor colocação do campeonato seria declarado o vencedor.

### Turno
| 1 | Figueirense        | 26 | 11 | 8 | 2 | 1 | 29 | 13 | +16 |
| 2 | Avaí               | 24 | 11 | 7 | 3 | 1 | 19 | 9  | +10 |
| 3 | Marcílio Dias      | 20 | 11 | 6 | 2 | 3 | 23 | 16 | +7  |
| 4 | Joinville          | 19 | 11 | 6 | 1 | 4 | 22 | 13 | +9  |
| 5 | Criciúma           | 16 | 11 | 4 | 4 | 3 | 14 | 8  | +6  |
| 6 | Atlético Alto Vale | 16 | 11 | 4 | 4 | 3 | 11 | 10 | +1  |
| 7 | Tubarão            | 14 | 11 | 4 | 2 | 5 | 12 | 13 | -1  |
| 8 | Chapecoense        | 12 | 11 | 3 | 3 | 5 | 16 | 20 | -4  |
| 9 | Fraiburgo          | 11 | 11 | 3 | 2 | 6 | 11 | 16 | -5  |
| 10 | Kindermann         | 9  | 11 | 2 | 3 | 6 | 13 | 26 | -13 |
| 11 | Brusque            | 8  | 11 | 2 | 2 | 7 | 8  | 16 | -8  |
| 12 | Lages              | 7  | 11 | 1 | 4 | 6 | 11 | 29 | -18 |
| PG - pontos ganhos; J - jogos; V - vitórias; E - empates; D - derrotas; GP - gols pró; GC - gols contra; SG - saldo de gols |                    |    |    |   |   |   |    |    |     |

### Returno
| 1 | Atlético Alto Vale | 23 | 11 | 7 | 2 | 2  | 12 | 10 | +2  |
| 2 | Joinville          | 22 | 11 | 7 | 1 | 3  | 20 | 9  | +11 |
| 3 | Marcílio Dias      | 21 | 11 | 6 | 3 | 2  | 22 | 13 | +9  |
| 4 | Fraiburgo          | 21 | 11 | 6 | 3 | 2  | 16 | 15 | +1  |
| 5 | Criciúma           | 18 | 11 | 5 | 3 | 3  | 26 | 15 | +11 |
| 6 | Tubarão            | 17 | 11 | 5 | 2 | 4  | 19 | 10 | +9  |
| 7 | Avaí               | 17 | 11 | 5 | 2 | 4  | 13 | 10 | +3  |
| 8 | Figueirense        | 17 | 11 | 4 | 5 | 2  | 24 | 17 | +7  |
| 9 | Chapecoense        | 12 | 11 | 3 | 3 | 5  | 9  | 14 | -5  |
| 10 | Brusque            | 8  | 11 | 2 | 2 | 7  | 11 | 30 | -19 |
| 11 | Kindermann         | 7  | 11 | 1 | 4 | 6  | 11 | 20 | -9  |
| 12 | Lages              | 0  | 11 | 0 | 0 | 11 | 8  | 28 | -20 |
| PG - pontos ganhos; J - jogos; V - vitórias; E - empates; D - derrotas; GP - gols pró; GC - gols contra; SG - saldo de gols |                    |    |    |   |   |    |    |    |     |

### Classificação Geral
| 1 | Figueirense        | 43 | 22 | 12 | 7 | 3  | 53 | 30 | +23 |
| 2 | Joinville          | 41 | 22 | 13 | 2 | 7  | 42 | 22 | +20 |
| 3 | Marcílio Dias      | 41 | 22 | 12 | 5 | 5  | 45 | 29 | +16 |
| 4 | Avaí               | 41 | 22 | 12 | 5 | 5  | 32 | 19 | +13 |
| 5 | Atlético Alto Vale | 39 | 22 | 11 | 6 | 5  | 23 | 20 | +3  |
| 6 | Criciúma           | 34 | 22 | 9  | 7 | 6  | 40 | 23 | +17 |
| 7 | Fraiburgo          | 32 | 22 | 9  | 5 | 8  | 27 | 31 | -4  |
| 8 | Tubarão            | 31 | 22 | 9  | 4 | 9  | 31 | 23 | +8  |
| 9 | Chapecoense        | 24 | 22 | 6  | 6 | 10 | 25 | 34 | -9  |
| 10 | Brusque            | 16 | 22 | 4  | 4 | 14 | 19 | 46 | -27 |
| 11 | Kindermann         | 16 | 22 | 3  | 7 | 12 | 24 | 46 | -22 |
| 12 | Lages              | 7  | 22 | 1  | 4 | 17 | 19 | 57 | -38 |
| PG - pontos ganhos; J - jogos; V - vitórias; E - empates; D - derrotas; GP - gols pró; GC - gols contra; SG - saldo de gols |                    |    |    |    |   |    |    |    |     |

|  |                                                         |
|  | Classificados às Semifinais                             |
|  | Classicados às Semifinais por vencer um dos dois turnos |

### Semifinais
| Time 1        | Time 2*            | Jogo 1 | Jogo 2 |
| ------------- | ------------------ | ------ | ------ |
| Marcílio Dias | Figueirense        | 0-0    | 2-1    |
| Joinville     | Atlético Alto Vale | 3-0    | 3-2    |

* Os clubes citados primeiro tiveram a segunda partida jogada em casa, ou seja foram os campeões dos turnos.

### Final
O Joinville teve a segunda partida jogada em casa pois apresentou melhor campanha na classificação geral. 
| Desconhecida | Joinville               | 2x1 | Marcílio Dias | Ernestão, Joinville               |
| desconhecida | Doriva 37', Fabinho 90' |     | Lelo 65'      | Árbitro: SC Luiz Orlando de Souza |

## Segunda Divisão

### Fórmula de Disputa
Os 12 participantes jogaram em grupo único, onde disputaram 2 turnos todos contra todos. O turno conteve as partidas de ida e o returno as de volta, sendo que, ao começar o returno, os pontos foram zerados. Os vencedores de cada turno (os que somaram mais pontos em cada um) foram classificados para as semifinais e as duas com a maior pontuação no campeonato inteiro (turno+returno) uniram-se a eles. Nessa fase, os 4 clubes jogaram em 2 jogos. As equipes vencedoras dos confrontos (às que mais pontuaram nesses) disputam uma final de dois jogos e a maior pontuadora dessas foi declarada Campeã Catarinense de 2000. Caso o campeão do turno tenha sido o mesmo do Returno, este classificou-se diretamente para a final do campeonato, as duas equipes com a maior pontuação jogaram a semifinal e a vencedora dessas enfrentou o campeão dos turnos na final.
Nas fases eliminatórias, venceu o clube que somou mais pontos, independente do saldo de gols, caso houvesse empate, o clube com a melhor colocação do campeonato seria declarado o vencedor.

### Turno
| 1 | Timbó          | 24 | 11 | 7 | 3 | 1  | 22 | 9  | +13 |
| 2 | Guarani        | 23 | 11 | 7 | 2 | 2  | 27 | 13 | +14 |
| 3 | Joaçaba        | 22 | 11 | 6 | 4 | 1  | 26 | 15 | +11 |
| 4 | Santa Catarina | 21 | 11 | 6 | 3 | 2  | 15 | 9  | +6  |
| 5 | Inter de Lages | 18 | 11 | 5 | 3 | 3  | 27 | 19 | +8  |
| 6 | Concórdia      | 17 | 11 | 5 | 2 | 4  | 13 | 12 | +1  |
| 7 | Jaraguá        | 14 | 11 | 4 | 2 | 5  | 27 | 24 | +3  |
| 8 | Catarinense    | 12 | 11 | 2 | 6 | 3  | 15 | 9  | +6  |
| 9 | Camboriú       | 11 | 11 | 2 | 5 | 4  | 18 | 16 | +2  |
| 10 | Blumenauense   | 9  | 11 | 2 | 3 | 6  | 17 | 22 | -5  |
| 11 | Tiradentes     | 8  | 11 | 2 | 2 | 7  | 15 | 23 | -8  |
| 12 | Curitibanos    | 1  | 11 | 0 | 1 | 10 | 6  | 58 | -52 |
| PG - pontos ganhos; J - jogos; V - vitórias; E - empates; D - derrotas; GP - gols pró; GC - gols contra; SG - saldo de gols |                |    |    |   |   |    |    |    |     |

### Returno
| 1 | Inter de Lages | 26 | 11 | 8 | 2 | 1 | 26 | 7  | +19 |
| 2 | Catarinense    | 24 | 11 | 7 | 3 | 1 | 22 | 11 | +11 |
| 3 | Blumenauense   | 21 | 11 | 7 | 0 | 4 | 25 | 20 | +5  |
| 4 | Guarani        | 20 | 11 | 6 | 2 | 3 | 20 | 11 | +9  |
| 5 | Joaçaba        | 20 | 11 | 5 | 5 | 1 | 16 | 6  | +10 |
| 6 | Santa Catarina | 19 | 11 | 6 | 1 | 4 | 18 | 10 | +8  |
| 7 | Timbó          | 16 | 11 | 4 | 4 | 3 | 19 | 11 | +8  |
| 8 | Jaraguá        | 12 | 11 | 3 | 3 | 5 | 17 | 29 | -12 |
| 9 | Concórdia      | 8  | 11 | 2 | 2 | 7 | 12 | 14 | -2  |
| 10 | Camboriú       | 7  | 11 | 1 | 4 | 6 | 10 | 19 | -9  |
| 11 | Tiradentes     | 6  | 11 | 1 | 3 | 7 | 6  | 18 | -12 |
| 12 | Curitibanos    | 4  | 11 | 1 | 1 | 9 | 4  | 38 | -34 |
| PG - pontos ganhos; J - jogos; V - vitórias; E - empates; D - derrotas; GP - gols pró; GC - gols contra; SG - saldo de gols |                |    |    |   |   |   |    |    |     |

### Classificação Geral
| 1 | Inter de Lages | 44 | 22 | 13 | 5 | 4  | 53 | 26 | +17 |
| 2 | Guarani        | 43 | 22 | 13 | 4 | 5  | 47 | 24 | +23 |
| 3 | Joaçaba        | 42 | 22 | 11 | 9 | 2  | 42 | 21 | +21 |
| 4 | Santa Catarina | 40 | 22 | 12 | 4 | 6  | 33 | 19 | +14 |
| 5 | Timbó          | 40 | 22 | 11 | 7 | 4  | 41 | 20 | +21 |
| 6 | Catarinense    | 36 | 22 | 9  | 9 | 4  | 37 | 20 | +17 |
| 7 | Blumenauense   | 30 | 22 | 9  | 3 | 10 | 42 | 42 | 0   |
| 8 | Jaraguá        | 26 | 22 | 7  | 5 | 10 | 44 | 53 | -9  |
| 9 | Concórdia      | 25 | 22 | 7  | 4 | 11 | 25 | 26 | -1  |
| 10 | Camboriú       | 18 | 11 | 3  | 9 | 10 | 28 | 35 | -7  |
| 11 | Tiradentes     | 14 | 22 | 3  | 5 | 14 | 21 | 41 | -20 |
| 12 | Curitibanos    | 5  | 22 | 1  | 2 | 19 | 10 | 96 | -86 |
| PG - pontos ganhos; J - jogos; V - vitórias; E - empates; D - derrotas; GP - gols pró; GC - gols contra; SG - saldo de gols |                |    |    |    |   |    |    |    |     |

|  |                                                         |
|  | Classificados às Semifinais                             |
|  | Classicados às Semifinais por vencer um dos dois turnos |

### Semifinais
| Time 1    | Time 2*        | Jogo 1 | Jogo 2 |
| --------- | -------------- | ------ | ------ |
| Joaçaba** | Timbó          | 3-0    | 1-3    |
| Guarani   | Inter de Lages | 1-2    | 0-2    |

* Os clubes citados primeiro tiveram a segunda partida jogada em casa.

** O Joaçaba se classificou por apresentar melhor pontuação na classificação geral 

### Final
O Joaçaba teve a primeira partida jogada em casa. 
| Campeão         | Vice-Campeão | Jogo 1 | Jogo 2 |
| --------------- | ------------ | ------ | ------ |
| Inter de Lages* | Joaçaba      | 1-1    | 1-1    |

* O Inter de Lages foi campeão por apresentar melhor pontuação na classificação geral 

## Campeão Geral
| Campeonato Catarinense de 2000 |
| ------------------------------ |
| Joinville 11º Título           |